# Feria Internacional del Libro de Guadalajara
Die Feria Internacional del Libro de Guadalajara (FIL) ist neben der Feria Internacional del Libro de Buenos Aires die wichtigste Buchmesse der spanischsprachigen Welt und nach der Frankfurter Buchmesse die zweitgrößte Buchmesse der Welt. Sie wurde 1987 von der Universidad de Guadalajara ins Leben gerufen und beginnt seitdem jedes Jahr am letzten Sonnabend im November.
Auf der Buchmesse werden mehrere bedeutende Preise für spanischsprachige Literatur vergeben, u. a. der Premio FIL de Literatura en Lenguas Romances (FIL-Preis) und der Premio Sor Juana Inés de la Cruz für Schriftstellerinnen.
Seit 1993 gibt es auf der Messe ein Gastland oder eine Gastregion.
Der Buchmesse wurde im Jahr 2020 ein Prinzessin-von-Asturien-Preis für Kommunikation und Humanwissenschaften zuerkannt.